# Oreodera triangularis
Oreodera triangularis là một loài bọ cánh cứng trong họ Cerambycidae.